# Jesús Monzón
Pour les articles homonymes, voir Monzón (homonymie).
Jesús Monzón Reparaz (né à Pampelune (Navarre) le 22 janvier 1910, mort à Pampelune en 1973) est un homme politique espagnol, membre du Parti communiste d'Espagne jusqu’en 1945.

## Origines et début de carrière politique
Né dans une famille bourgeoise de Pampelune, il fait des études de droit à Saragosse, au cours desquelles il adhère au PCE ; devenu avocat, il revient à Pampelune et participe à la création de la première organisation du parti en Navarre. Il en est le principal responsable à partir de 1934 ; en 1935, il organise une grève générale de la construction, en liaison avec les syndicats carlistes. 
Il est candidat lors des élections aux Cortès en février 1936 (mais la droite emporte les sept sièges de la Navarre). Confronté à la domination du Bloc des Droites dans la Députation Provinciale navarraise (la députation alors en fonction remontait à février 1935, date à laquelle les représentants de gauche avaient tous été destitués sous prétexte de participation aux événements d’octobre 1934), il mène l’assaut contre le Palais de Navarre, opération visant à imposer une administration provinciale plus favorable au Front populaire. Les assaillants sont repoussés ; lors des manifestations qui s’ensuivent dans la nuit, deux personnes trouvent la mort. Monzón est ensuite nommé président du Front populaire navarrais. Une loi de juillet 1936 destitue finalement la Députation navarraise, mais n’a pas le temps d’être appliquée.

## La guerre civile et la guerre mondiale
Au moment du pronunciamiento de juillet, qui à Pampelune, a lieu le 19, il bénéficie de la protection d’un ami carliste, Francisco Lizarza, et réussit ensuite à s’enfuir en France ; il revient au Pays basque républicain et tente d’organiser une milice, mais le front nord s’effondre avant qu’il y ait réussi. Lors de la chute de Bilbao (1937), il repasse en France, puis en Catalogne, où, cette fois, il parvient à mettre sur pied une colonne basco-navarraise qui s’intègre dans l’Armée Populaire. 
Le 13 juillet 1937, il est nommé gouverneur civil d’Albacete, puis transféré à Alicante (18 juillet) ; il est enfin nommé à Cuenca le 25 mai 1938. À la fin de la guerre, Negrín le nomme sous-secrétaire à la Défense, mais le coup d’État du colonel Segismundo Casado l’empêche d’assumer cette charge. Le 7 mars 1939, Monzón quitte l’Espagne pour Oran, revient en France et organise l’évacuation des réfugiés vers l’Amérique latine ou l’URSS. Il reste ensuite en France (contrairement à la direction du parti), s’efforçant, avec Manuel Azcárate et Gabriel León Trilla (es) de réorganiser le PCE, et d’organiser la résistance des réfugiés espagnols à l’occupation nazie, dans le cadre de l’ Agrupación de Guerrilleros Españoles, organisation sous contrôle communiste.
Dans les années 43-44, il lance la politique d’Union nationale entre la gauche républicaine et communiste et les secteurs démocrates de la droite et des monarchistes, afin d’abattre le pouvoir de Franco.

## L'Invasion du val d'Aran (1944) et la disgrâce
À la fin de la Seconde guerre mondiale, l'Agrupación de Guerrilleros Españoles, qui a lutté contre les nazis dans la Résistance française, est devenue une armée de 10 000 hommes. Cette armée réalise l’invasion du Val d'Aran, à laquelle prennent part 4 000 à 7 000 hommes. Cette opération mal préparée et encore plus mal conduite est facilement repoussée par l’armée espagnole. Santiago Carrillo intervient alors personnellement pour mettre fin à l'opération ; Monzón, disgracié, est convoqué à plusieurs reprises par la direction du PCE en France, mais il retarde son retour ; il est finalement arrêté à Barcelone en 1946, ce qui lui permet d'échapper (selon Enrique Líster) à une exécution sur ordre du PCE. En 1950, il est classé parmi les "traîtres titistes"  dans une publication du parti. 
Il passe par les prisons de Barcelone, de Bilbao et d’El Dueso, s’attendant à une condamnation à mort pour son rôle dans les maquis. À la suite de l’intervention de plusieurs amis, il est condamné à 30 ans de prison. Gracié à la fin de 1959, il émigre au Mexique, puis revient en Espagne en 1969, fondant l’Instituto Balear de Estudios Empresariales. Mort en 1973, il a été réhabilité par le PCE en 1986.

### Sources
- (es) Cet article est partiellement ou en totalité issu de l’article de Wikipédia en espagnol intitulé « Jesús Monzón » (voir la liste des auteurs)   dans sa version du 30 novembre 2007